# Copa Libertadores féminine 2014
Navigation
Édition précédente Édition suivante
La Copa Libertadores féminine 2014 est la 6e édition de la Copa Libertadores féminine, une compétition inter-clubs sud-américaine de football féminin organisée par la Confédération sud-américaine de football (CONMEBOL). Elle se déroule du 5 novembre au 16 novembre 2014 à São José dos Campos au Brésil et oppose les meilleurs clubs des différents championnats sud-américains de la saison précédente.
Le club brésilien São José Esporte Clube, vainqueur en 2011 et 2013, remporte la finale face aux Vénézuéliennes de Caracas FC sur le score de 5 buts à 1.

## Participants
Un total de 12 équipes provenant des 10 associations membres de la CONMEBOL participeront à la Copa Libertadores féminine 2014.
| - Boca Juniors Champion d'Argentine 2014 - Mundo Futuro FC Champion de Bolivie 2014 - São José EC Vainqueur de la Copa Libertadores féminine 2013 - Centro Olímpico Champion du Brésil 2013 - Vitória Vice-champion du Brésil 2013 - Colo-Colo Champion du Chili 2013 | - Boca Juniors Champion d'Argentine 2014 - Mundo Futuro FC Champion de Bolivie 2014 - São José EC Vainqueur de la Copa Libertadores féminine 2013 - Centro Olímpico Champion du Brésil 2013 - Vitória Vice-champion du Brésil 2013 - Colo-Colo Champion du Chili 2013 | - Boca Juniors Champion d'Argentine 2014 - Mundo Futuro FC Champion de Bolivie 2014 - São José EC Vainqueur de la Copa Libertadores féminine 2013 - Centro Olímpico Champion du Brésil 2013 - Vitória Vice-champion du Brésil 2013 - Colo-Colo Champion du Chili 2013 | - Boca Juniors Champion d'Argentine 2014 - Mundo Futuro FC Champion de Bolivie 2014 - São José EC Vainqueur de la Copa Libertadores féminine 2013 - Centro Olímpico Champion du Brésil 2013 - Vitória Vice-champion du Brésil 2013 - Colo-Colo Champion du Chili 2013 | - Boca Juniors Champion d'Argentine 2014 - Mundo Futuro FC Champion de Bolivie 2014 - São José EC Vainqueur de la Copa Libertadores féminine 2013 - Centro Olímpico Champion du Brésil 2013 - Vitória Vice-champion du Brésil 2013 - Colo-Colo Champion du Chili 2013 | - Boca Juniors Champion d'Argentine 2014 - Mundo Futuro FC Champion de Bolivie 2014 - São José EC Vainqueur de la Copa Libertadores féminine 2013 - Centro Olímpico Champion du Brésil 2013 - Vitória Vice-champion du Brésil 2013 - Colo-Colo Champion du Chili 2013 | - Boca Juniors Champion d'Argentine 2014 - Mundo Futuro FC Champion de Bolivie 2014 - São José EC Vainqueur de la Copa Libertadores féminine 2013 - Centro Olímpico Champion du Brésil 2013 - Vitória Vice-champion du Brésil 2013 - Colo-Colo Champion du Chili 2013 | - Boca Juniors Champion d'Argentine 2014 - Mundo Futuro FC Champion de Bolivie 2014 - São José EC Vainqueur de la Copa Libertadores féminine 2013 - Centro Olímpico Champion du Brésil 2013 - Vitória Vice-champion du Brésil 2013 - Colo-Colo Champion du Chili 2013 | - Formas Íntimas Vainqueur du barrage de la Colombie - Rocafuerte FC Champion d'Équateur 2014 - Cerro Porteño Champion du Paraguay 2013 - Real Maracaná Champion du Pérou 2014 - Colón Champion d'Uruguay 2013 - Caracas FC Champion du Venezuela 2014 | - Formas Íntimas Vainqueur du barrage de la Colombie - Rocafuerte FC Champion d'Équateur 2014 - Cerro Porteño Champion du Paraguay 2013 - Real Maracaná Champion du Pérou 2014 - Colón Champion d'Uruguay 2013 - Caracas FC Champion du Venezuela 2014 | - Formas Íntimas Vainqueur du barrage de la Colombie - Rocafuerte FC Champion d'Équateur 2014 - Cerro Porteño Champion du Paraguay 2013 - Real Maracaná Champion du Pérou 2014 - Colón Champion d'Uruguay 2013 - Caracas FC Champion du Venezuela 2014 | - Formas Íntimas Vainqueur du barrage de la Colombie - Rocafuerte FC Champion d'Équateur 2014 - Cerro Porteño Champion du Paraguay 2013 - Real Maracaná Champion du Pérou 2014 - Colón Champion d'Uruguay 2013 - Caracas FC Champion du Venezuela 2014 | - Formas Íntimas Vainqueur du barrage de la Colombie - Rocafuerte FC Champion d'Équateur 2014 - Cerro Porteño Champion du Paraguay 2013 - Real Maracaná Champion du Pérou 2014 - Colón Champion d'Uruguay 2013 - Caracas FC Champion du Venezuela 2014 | - Formas Íntimas Vainqueur du barrage de la Colombie - Rocafuerte FC Champion d'Équateur 2014 - Cerro Porteño Champion du Paraguay 2013 - Real Maracaná Champion du Pérou 2014 - Colón Champion d'Uruguay 2013 - Caracas FC Champion du Venezuela 2014 | - Formas Íntimas Vainqueur du barrage de la Colombie - Rocafuerte FC Champion d'Équateur 2014 - Cerro Porteño Champion du Paraguay 2013 - Real Maracaná Champion du Pérou 2014 - Colón Champion d'Uruguay 2013 - Caracas FC Champion du Venezuela 2014 | - Formas Íntimas Vainqueur du barrage de la Colombie - Rocafuerte FC Champion d'Équateur 2014 - Cerro Porteño Champion du Paraguay 2013 - Real Maracaná Champion du Pérou 2014 - Colón Champion d'Uruguay 2013 - Caracas FC Champion du Venezuela 2014 |

## Compétition

### Phase de groupes
La phase de groupes sous forme de trois groupes de quatre équipes se déroule du 5 au 10 novembre 2014.
Les premiers de chaque groupe se qualifient pour les demi-finales, ainsi que le meilleur deuxième.
Légende des classements
- Qualification pour les demi-finales
- Deuxième du groupe

Légende des résultats
- Victoire  du club
- Match nul
- Défaite du club

#### Groupe A
| Rang | Équipe          | Pts | J | G | N | P | Bp | Bc | Diff |  | Résultats       |  |     |     |     |
| ---- | --------------- | --- | - | - | - | - | -- | -- | ---- |  | --------------- |  | --- | --- | --- |
| 1    | São José EC     | 9   | 3 | 3 | 0 | 0 | 16 | 1  | +15  |  | São José EC     |  | 5-1 | 7-0 | 4-0 |
| 2    | Boca Juniors    | 6   | 3 | 2 | 0 | 1 | 7  | 7  | 0    |  | Boca Juniors    |  |     | 4-1 | 2-1 |
| 3    | Real Maracaná   | 3   | 3 | 1 | 0 | 2 | 4  | 13 | -9   |  | Real Maracaná   |  |     |     | 3-2 |
| 4    | Mundo Futuro FC | 0   | 3 | 0 | 0 | 3 | 3  | 9  | -6   |  | Mundo Futuro FC |  |     |     |     |

#### Groupe B
| Rang | Équipe          | Pts | J | G | N | P | Bp | Bc | Diff |  | Résultats       |  |     |     |     |
| ---- | --------------- | --- | - | - | - | - | -- | -- | ---- |  | --------------- |  | --- | --- | --- |
| 1    | Caracas FC      | 7   | 3 | 2 | 1 | 0 | 9  | 7  | +2   |  | Caracas FC      |  | 2-2 | 3-2 | 4-3 |
| 2    | Centro Olímpico | 5   | 3 | 1 | 2 | 0 | 7  | 3  | +4   |  | Centro Olímpico |  |     | 1-1 | 4-0 |
| 3    | Colo-Colo       | 4   | 3 | 1 | 1 | 1 | 11 | 6  | +5   |  | Colo-Colo       |  |     |     | 8-2 |
| 4    | Colón           | 0   | 3 | 0 | 0 | 3 | 5  | 16 | -11  |  | Colón           |  |     |     |     |

#### Groupe C
| Rang | Équipe         | Pts | J | G | N | P | Bp | Bc | Diff |  | Résultats      |  |     |     |     |
| ---- | -------------- | --- | - | - | - | - | -- | -- | ---- |  | -------------- |  | --- | --- | --- |
| 1    | Cerro Porteño  | 9   | 3 | 3 | 0 | 0 | 10 | 2  | +8   |  | Cerro Porteño  |  | 2-1 | 3-1 | 5-0 |
| 2    | Formas Íntimas | 6   | 3 | 2 | 0 | 1 | 7  | 2  | +5   |  | Formas Íntimas |  |     | 3-0 | 3-0 |
| 3    | Vitória        | 3   | 3 | 1 | 0 | 2 | 5  | 6  | -1   |  | Vitória        |  |     |     | 4-0 |
| 4    | Rocafuerte FC  | 0   | 3 | 0 | 0 | 3 | 0  | 12 | -12  |  | Rocafuerte FC  |  |     |     |     |

#### Deuxièmes des groupes
Le deuxième présentant les meilleurs résultats se qualifie pour les demi-finales. Les deux autres sont éliminés.
| Grp | Club            | Pts | J | G | N | P | Bp | Bc | Diff |
| --- | --------------- | --- | - | - | - | - | -- | -- | ---- |
| C   | Formas Íntimas  | 6   | 3 | 2 | 0 | 1 | 7  | 2  | +5   |
| A   | Boca Juniors    | 6   | 3 | 2 | 0 | 1 | 7  | 7  | 0    |
| B   | Centro Olímpico | 5   | 3 | 1 | 2 | 0 | 7  | 3  | +4   |

### Phase à élimination directe
|  | Demi-finales      | Demi-finales |                        |   | Finale      | Finale      |
|  | Demi-finales      | Demi-finales |                        |   | Finale      | Finale      |
|  |                   |              |                        |   |             |             |
|  | 13 novembre       | 13 novembre  |                        |   | 16 novembre | 16 novembre |
|  | 13 novembre       | 13 novembre  |                        |   | 16 novembre | 16 novembre |
|  | Caracas FCtab     | 2 (6)        |                        |   | 16 novembre | 16 novembre |
|  | Caracas FCtab     | 2 (6)        |                        |   | 16 novembre | 16 novembre |
|  | Formas Íntimas    | 2 (5)        |                        |   | 16 novembre | 16 novembre |
|  | Formas Íntimas    | 2 (5)        | Caracas FC             | 1 |             |             |
|  | 13 novembre       |              | Caracas FC             | 1 |             |             |
|  |                   | São José EC  | 5                      |   |             |             |
|  | Cerro Porteño     | São José EC  | 5                      | 1 |             |             |
|  | Cerro Porteño     |              |                        | 1 |             |             |
|  | São José EC       | 2            |                        |   |             |             |
|  | São José EC       | 2            | Match pour la 3e place |   |             |             |
|  |                   |              |                        |   |             |             |
|  | 16 novembre       |              |                        |   |             |             |
|  |                   |              |                        |   |             |             |
|  | Formas Íntimas    | 0 (3)        |                        |   |             |             |
|  | Formas Íntimas    | 0 (3)        |                        |   |             |             |
|  | Cerro Porteño tab | 0 (5)        |                        |   |             |             |
|  | Cerro Porteño tab | 0 (5)        |                        |   |             |             |